# Шамкович, Михаил Исаакович
Михаи́л Иса́акович Шамко́вич (9 (22) ноября 1908, Таганрог, Российская империя — ?) — советский режиссёр-постановщик, кинооператор, оператор комбинированных съёмок.

## Биография
Родился 9 (22) ноября 1908 года в Таганроге (ныне Ростовская область) в еврейской семье врачей Исаака Яковлевича Шамковича и акушера-гинеколога Софьи Николаевны Лихтерман. Семья жила в доме 31 в Итальянском переулке.
В 1932 году окончил операторское отделение Ленинградского фототехникума.
Работал ассистентом оператора и оператором на кинофабрике «Совкино». В 1935—1939 годах — оператор в научно-исследовательском секторе Ленинградского института киноинженеров, в 1939—1941 годах — оператор киностудии «Лентехфильм».
Участник Великой Отечественной войны. Член ВКП(б).
С 1944 года — оператор комбинированных съёмок и режиссёр-постановщик и на «Ленфильме».
Член СК СССР (Свердловское отделение).

## Фильмография

#### Режиссёр-постановщик
1. 1961 — Мишель и Мишутка (короткометражный, совместно с А. Г. Шахмалиевой)
2. 1964 — Барбос в гостях у Бобика (короткометражный, совместно с В. В. Мельниковым)
3. 1967 — Браслет-2 (совместно с Л. И. Цуцульковским)

#### Оператор комбинированных съёмок
1. 1947 — За тех, кто в море (фильм) (Режиссёр-постановщик: А. М. Файнциммер)
2. 1949 — Александр Попов (Режиссёры-постановщики: Г. М. Раппапорт, В. В. Эйсымонт)
3. 1953 — Званый ужин (короткометражный) (Режиссёр-постановщик: Ф. М. Эрмлер)
4. 1954 — Большая семья (Режиссёр-постановщик: И. Е. Хейфиц)
5. 1954 — Укротительница тигров (Режиссёры-постановщики: А. В. Ивановский, Н. Н. Кошеверова)
6. 1956 — Старик Хоттабыч (Главный оператор комбинированных съёмок. Операторы: Б. Дудов, Михаил Покровский) (Режиссёр-постановщик: Г. С. Казанский)
7. 1959 — Не имей 100 рублей… (совместно с Михаилом Покровским) (Режиссёр-постановщик: Г. С. Казанский)
8. 1961 — Человек-амфибия (Режиссёры-постановщики: Г. С. Казанский, В. А. Чеботарёв)
9. 1962 — Черёмушки (Режиссёр-постановщик: Г. М. Раппапорт)
10. 1966 — Сегодня — новый аттракцион (Режиссёры-постановщики: Н. Н. Кошеверова, А. И. Дудко)
11. 1971 — Салют, Мария! (Режиссёр-постановщик: И. Е. Хейфиц)
12. 1972 — Геркус Мантас (Режиссёр-постановщик: М. Гедрис)
13. 1977 — Как Иванушка-дурачок за чудом ходил (совместно с Ю. Дудовым) (Режиссёр-постановщик: Н. Н. Кошеверова)